# Liberato (Sänger)

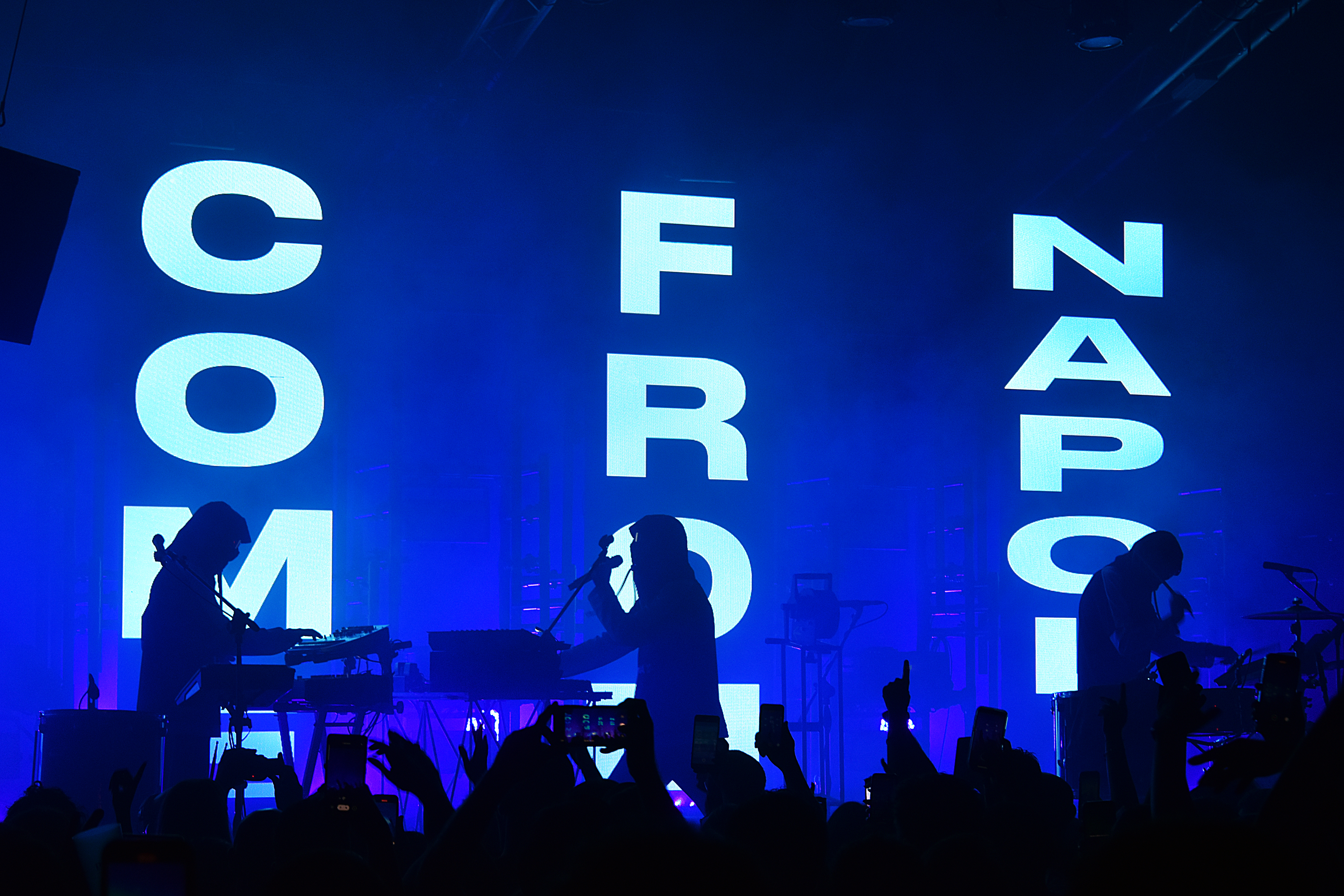
Liberato (in der Mitte) bei einem Konzert in Paris im Jahr 2023

Liberato (neapolitanisch: [libːəˈrɑːtə], italienisch: [libeˈraːto]; * in Neapel) ist ein italienischer Sänger mit anonymer Identität. Seine Lieder sind hauptsächlich in neapolitanischer Sprache verfasst, aber er mischt oft auch Wörter oder ganze Sätze auf Italienisch, Englisch, Französisch und Spanisch hinein.

## Biografie

### Karrierebeginn und erstes Album (2017–2019)
Liberato startete seine Karriere am 14. Februar 2017 mit der Veröffentlichung seiner Debütsingle Nove maggio auf seinem gleichnamigen YouTube-Kanal. Bereits am nächsten Tag wurde der Song auch auf Streaming-Plattformen verfügbar gemacht und erhielt sowohl von Musikkritikern als auch vom breiten Publikum positive Resonanz.
Am 9. Mai desselben Jahres erschien auf Liberatos YouTube-Kanal das Video zur zweiten Single Tu t'e scurdat' 'e me. Die digitale Veröffentlichung des Songs folgte am 17. Mai. In diesem Musikvideo ist erstmals auch die mysteriöse Figur von Liberato selbst zu sehen.
Das Jahr 2017 schloss mit der Veröffentlichung des Tracks Gaiola portafortuna ab, der am 19. September auf YouTube und drei Tage später auf Streaming-Diensten veröffentlicht wurde. Das Datum der Veröffentlichung war nicht zufällig gewählt: Es fällt sowohl mit dem Fest des san Gennaro, des Schutzpatrons von Neapel, als auch mit dem Jahrestag des Massakers von Castel Volturno zusammen, bei dem die Camorra sechs afrikanische Migranten ermordete.
Am 20. Januar 2018 veröffentlichte auf YouTube das Musikvideo zu Me staje appennenn' amò, während die digitale Veröffentlichung auf Streaming-Plattformen erst am 12. Juni desselben Jahres erfolgte. Das Video legt besonderen Fokus auf LGBT-Themen und erhielt dafür breite Anerkennung.
Nach einer längeren Abwesenheit aus den sozialen Netzwerken veröffentlichte Liberato wenige Minuten vor Mitternacht am 9. Mai 2019 sein erstes Album mit dem Titel Liberato. Das Werk umfasst elf Tracks, darunter fünf neue Songs und Gaiola, eine überarbeitete Version des Tracks Gaiola portafortuna, arrangiert für Stimme und Klavier. Begleitend zu den neuen Songs des Albums wurde eine fünfteilige Videoserie mit dem Titel CRV (Capri Rendez-Vous) veröffentlicht, die das Album visuell ergänzt und die Aufmerksamkeit auf Liberatos unverwechselbare Ästhetik lenkt.

### Ultras(2020–2021)
Im Jahr 2020 komponierte Liberato den Soundtrack für den Film Ultras, der sowohl auf Netflix als auch in ausgewählten Kinos veröffentlicht wurde. Am 23. März erschien das Album Ultras auf Streaming-Plattformen, eine Sammlung der Songs, die den Film musikalisch untermalen. An der Entstehung der Tracks wirkten auch 3D (Pseudonym von Robert Del Naja, Mitglied der Massive Attack) und Gaika mit.
Liberato kündigte außerdem ein Konzert im Mediolanum Forum in Mailand an, das ursprünglich für den 25. April 2020 geplant war. Aufgrund der hohen Nachfrage wurde ein Zusatzkonzert für den 26. April angesetzt.
Die COVID-19-Pandemie führte zunächst zu einer Verschiebung beider Termine, bevor sie schließlich zu einem einzigen Konzert zusammengelegt wurden. Dieses fand am 9. September 2022 vor 30.000 Zuschauern im Ippodromo San Siro im Rahmen des Festivals Milano Rocks statt.
Am 9. Mai 2021 veröffentlichte Liberato die Single E te veng' a piglià. Wenige Wochen später, am 22. Juni, folgte der Song Chiagne ancora, ein Track von Ghali, bei dem Liberato gemeinsam mit J Lord als Gastsänger mitwirkte.

### Liberato II(2022–2023)
Am 9. Mai 2022 veröffentlichte Liberato sein zweites Album mit dem Titel Liberato II. Es umfasst sechs neue Songs sowie eine Coverversion der Tarantella Cicerenella. Zu jedem Track des Albums wurden Musikvideos produziert, die auf dem YouTube-Kanal des Künstlers veröffentlicht wurden.
Die Veröffentlichung wurde durch das Musikvideo zum Song Partenope begleitet, das unter der Regie von Francesco Lettieri entstand. Im Video treten die Tänzerin Tonia Laterza und der Schauspieler Giacomo Rizzo auf. Die übrigen sechs Tracks des Albums werden durch künstlerische Visuals ergänzt.
Am 20. Juli 2022 gab Liberato ein kostenloses Konzert auf der Insel Procida. Das Event, genannt Miez 'o mare (auf Deutsch: Mitten im Meer), wurde in Zusammenarbeit mit der Pastamarke Voiello organisiert und zog zahlreiche Zuschauer an.
Am 3. März 2023 veröffentlichte er den Song ’O Dj (Don’t Give Up), der als Soundtrack für den Film Mixed by Erry von Sydney Sibilia dient. Zur gleichen Zeit kündigte er eine Tour an, die im Sommer 2023 Stationen in Berlin, Paris, London und Dour umfasste. Die Tour endete im September 2023 mit einem dreifachen Konzertauftritt auf der Piazza del Plebiscito in Neapel.
Nach dem Gewinn des dritten Scudetto des SSC Neapel trat Liberato am Stadio Diego Armando Maradona auf, wo er eine Klavierversion seines Songs 'O core nun tene padrone zusammen mit anderen Liedern präsentierte. Diese Darbietung wurde am 9. Mai 2023 um 19:26 – eine Uhrzeit, die symbolisch auf das Gründungsjahr des FC Napoli (1926) verweist – unter dem Titel 'O core nun tene padrone (1926 mix) veröffentlicht.

### Il segreto di Liberato(2024)
Am 9. April 2024 kündigte Il segreto di Liberato an, ein Dokumentarfilm, der eine Mischung aus Live-Action und Animation darstellt. Der Film wurde von Francesco Lettieri, Giorgio Testi, Giuseppe Squillaci und LRNZ inszeniert und entstand in Zusammenarbeit mit Be Water Film und Netflix, mit einer Produktion von Red Private. Die Weltpremiere des Films findet am 9. Mai 2024 im Neapel statt. Am selben Tag, dem 9. Mai, wird auch der Song Lucia (Stay with Me) auf den Streaming-Plattformen veröffentlicht, der als Soundtrack für den Film Il segreto di Liberato dient.

## Anonymität
Liberato hat sich von Anfang an entschieden, totale Anonymität zu wahren und hält somit sein Privatleben streng geheim. In einem seiner wenigen Interviews, das er per E-Mail dem Musikmagazin Rolling Stone Italia gewährte, erklärte er lediglich, dass er in Neapel geboren sei und den Namen Liberato trage, ohne zu präzisieren, ob es sich dabei um einen Vornamen, Nachnamen oder ein Pseudonym handelt. Keine dieser Angaben wurde jemals von externen, vertrauenswürdigen Quellen oder offizieller Dokumentation bestätigt.
Es gibt keine sicheren Informationen über sein Alter. Enrico Frattasio, einer der Brüder, auf dessen Leben der Film Mixed by Erry basiert, verriet jedoch in einem Interview im Oktober 2023, dass er mit dem Sänger Nachrichten ausgetauscht habe und dieser zu jener Zeit 32 Jahre alt gewesen sei.
Dank des Films Il segreto di Liberato erfährt man, dass der Sänger das Liceo Genovesi in Neapel besuchte und seine Jugendzeit, neben dem historischen Viertel Materdei, auch im Ausland verbrachte, auf der Suche nach Erfolg und Wohlstand. Zudem wurde seine Leidenschaft für die Musik durch die Figur seines Großvaters, ebenfalls Liberato, inspiriert. Über seine Eltern oder seine Identität im Standesamt ist jedoch nichts bekannt.
Es wurden zahlreiche Theorien über die Identität des Sängers verbreitet, diese wurden jedoch nie bestätigt oder widerlegt.

## Diskografie

### Studioalben
| Jahr | Titel        | Höchstplatzierung, Gesamtwochen, AuszeichnungChartsChartplatzierungen (Jahr, Titel, Platzierungen, Wochen, Auszeichnungen, Anmerkungen) | Anmerkungen                                    |
| Jahr | Titel        | IT | Anmerkungen                                    |
| ---- | ------------ | --- | ---------------------------------------------- |
| 2019 | Liberato     | IT5 ×2Doppelplatin · (86 Wo.)IT | Erstveröffentlichung: 9. Mai 2019              |
| 2020 | Ultras       | IT30 (2 Wo.)IT | Erstveröffentlichung: 23. März 2020 Soundtrack |
| 2022 | Liberato II  | IT10 Gold · (24 Wo.)IT | Erstveröffentlichung: 9. Mai 2022              |
| 2025 | Liberato III | IT23 (… Wo.)IT | Erstveröffentlichung: 31. Dezember 2024        |

### Singles als Leadmusiker
| Jahr | Titel Album                           | Höchstplatzierung, Gesamtwochen, AuszeichnungChartsChartplatzierungen (Jahr, Titel, Album, Platzierungen, Wochen, Auszeichnungen, Anmerkungen) | Anmerkungen                                             |
| Jahr | Titel Album                           | IT | Anmerkungen                                             |
| ---- | ------------------------------------- | --- | ------------------------------------------------------- |
| 2017 | Nove maggio Liberato                  | IT85 Platin · (1 Wo.)IT | Erstveröffentlichung: 14. Februar 2017                  |
| 2017 | Tu t’e scurdat’ ’e me Liberato        | IT71 ×2Doppelplatin · (2 Wo.)IT | Erstveröffentlichung: 9. Mai 2017                       |
| 2017 | Gaiola portafortuna Liberato          | — | Erstveröffentlichung: 19. September 2017                |
| 2018 | Me staje appennenn’ amò Liberato      | IT32 ×2Doppelplatin · (22 Wo.)IT | Erstveröffentlichung: 20. Januar 2018                   |
| 2018 | Intostreet Liberato                   | IT67 Gold · (2 Wo.)IT | Erstveröffentlichung: 2. Mai 2018                       |
| 2018 | Je te voglio bene assaje Liberato     | IT68 Gold · (2 Wo.)IT | Erstveröffentlichung: 3. Mai 2018                       |
| 2020 | We Come from Napoli Ultras            | IT92 (1 Wo.)IT | Erstveröffentlichung: 14. Februar 2020 mit 3D und Gaika |
| 2020 | ’O core nun tene padrone Ultras       | IT65 (1 Wo.)IT | Erstveröffentlichung: 20. März 2020 mit 3D              |
| 2021 | E te veng’ a piglià –                 | IT65 Platin · (1 Wo.)IT | Erstveröffentlichung: 9. Mai 2021                       |
| 2023 | ’O Dj (Don’t Give Up) –               | — | Erstveröffentlichung: 3. März 2023                      |
| 2023 | ’O core nun tene padrone (1926 mix) – | — | Erstveröffentlichung: 9. Mai 2023                       |
| 2024 | Lucia (Stay With Me) Liberato III     | IT40 (3 Wo.)IT | Erstveröffentlichung: 9. Mai 2024                       |
| 2025 | Viennarì –                            | IT97 (1 Wo.)IT | Erstveröffentlichung: 9. Mai 2025                       |

Weitere Lieder
- 2019: Tu me faje ascì pazz (IT: Gold)
- 2019: Oi Marì (IT: Gold)
- 2022: Partenope (IT: Platin)

### Singles als Gastmusiker
| Jahr | Titel Album                            | Höchstplatzierung, Gesamtwochen, AuszeichnungChartsChartplatzierungen (Jahr, Titel, Album, Platzierungen, Wochen, Auszeichnungen, Anmerkungen) | Anmerkungen                                                       |
| Jahr | Titel Album                            | IT | Anmerkungen                                                       |
| ---- | -------------------------------------- | --- | ----------------------------------------------------------------- |
| 2021 | Chiagne ancora –                       | IT76 (1 Wo.)IT | Erstveröffentlichung: 22. Juni 2021 Ghali feat. Liberato & J Lord |
| 2021 | Je ’o tteng e t’o ddòng’ In the Middle | — | Erstveröffentlichung: 27. Juli 2021 Bawrut feat. Liberato         |
| 2024 | Sbagli e te ne vai –                   | IT27 (2 Wo.)IT | Erstveröffentlichung: 31. Dezember 2024 Co’Sang feat. Liberato    |